# Улица Гончарова (Москва)
Улица Гончаро́ва — улица на севере Москвы в Бутырском районе Северо-Восточного административного округа, между улицами Яблочкова и Добролюбова. Переименована в 1958 году в честь писателя Ивана Александровича Гончарова (1812—1891). Прежнее название — Левый проезд бывшего селения Бутырский Хутор — по расположению слева от Савёловской линии Московской железной дороги.
Проходит с запада на восток, начинается от улицы Яблочкова, пересекает 1-й (справа), 3-й (слева) и 2-й Гончаровские (справа) переулки. Между 1-м и 2-м Гончаровскими переулками находится Гончаровский парк с прудом. Заканчивается улица Гончарова на улице Добролюбова. Застроена улица в основном кирпичными домами постройки 1950-х годов.

## Общественный транспорт
Улица равноудалена от станции метро Тимирязевская Серпуховско-Тимирязевской линии и станции метро Фонвизинская Люблинско-Дмитровской линии приблизительно на 1 км.
По улице проходят маршруты автобусов (данные на 07 февраля 2025 года):
- 512: Складочная улица —  Марьина Роща —  Бутырская —  Тимирязевская —  Фонвизинская —  Тимирязевская

## Учреждения и организации
- Дом 4 — противотуберкулёзный диспансер СВАО № 18;
- Дом 7А — РСУ № 1 (Бутырский, СВАО);
- Дом 9 — детская художественная школа № 6;
- Дом 13А — детский сад № 425;
- Дом 15 — Управления департамента жилищной политики и жилищного фонда г. Москвы: СВАО, отдел приватизации (Алексеевский, Алтуфьевский, Бибирево, Бутырский, Марфино, Марьина Роща, Останкинский, Ярославский); Сберегательный банк РФ (АКСБ РФ) Марьинорощинское отд. № 7981/0528; магазин «Пятерочка»;
- Дом 15А — детская музыкальная школа № 66;
- Дом 15Б — школа № 250;
- Дом 17А, корпус 1 — Геологоразведка;
- Дом 17, корпус 2 — Главное управление МЧС России по городу Москве по СВАО, учебно-методический центр;
- Дом 17, корпус 4 — библиотека № 201 СВАО;
- Дом 17, строение 1 — детская стоматологическая поликлиника № 39;
- Дом 6 — торговый дом «Звёздный»;
- Дом 6А — поликлиника № 111 СВАО;
- Дом 8/13 — Окружной военный комиссариат города Москвы СВАО Бутырского района (Алтуфьево, Бибирево, Лианозово, Отрадное, Северный);
- Дом 19 — магазин «Копейка».